# Seemless
Seemless – amerykańska grupa muzyczna wykonująca szeroko rozumiany stoner rock z wpływami metalu.

## Historia
Pierwotnie muzykę na potrzeby zespołu nagrali Derek Kerswill (były perkusista Shadows Fall) oraz Pete Cortese (były gitarzysta Overcast i Killswitch Engage. Materiał przekazali Jessemu Leachowi (były wokalista Killswitch Engage), który przystąpił do formacji.
Grupa związała się z wytwórnią Equal Vision Records i wydała w 2005 debiutancki album pt. Seemless. Po wydaniu drugiego albumu studyjnego pt. What Have We Become w 2006, zespół koncertował z grupami Nonpoint, Trivium, In Flames, SOiL, Fu Manchu, Lacuna Coil i innymi.
Sam zespół określił graną przez siebie muzyką jako „Heavy Metal Blues”, przywołując inspiracje takimi grupami jak Black Sabbath, Led Zeppelin, Stone Temple Pilots oraz Soundgarden. Wszystkie teksty utworów Seemless zostały napisane przez Jessego Leacha z perspektywy jego jako chrześcijanina, jednakże Seemless nie był zespołem chrześcijańskim.
Formacja działała do około 2007. Po sześciu latach nastąpił jej rozkład (w międzyczasie Kerswill został pełnoprawnym członkiem Unearth). Na początku 2009 grupa poinformowała, iż przerywa działalność. Jeff Fultz oraz Pete Cortese skoncentrowali się na swoim nowym zespole Bloodwitch. Jesse Leach skupił się na własnych projektach muzycznych - były to The Empire Shall Fall oraz kooperacja z gitarzystą Killswitch Engage, Adamem Dutkiewiczem, pod nazwą Times of Grace.
W 2010 były basista grupy Jeff Fultz oraz były perkusista Derek Kerswill (do 2010 w Unearth) stworzyli projekt muzyczny pod nazwą Dead Of Night (jego członkami są także gitarzyści grupy Shadows Fall: Jonathan Donais i Matt Bachand oraz wokalista Jason Witte, znany z grupy Goaded).

## Skład
Stali członkowie
- Jesse Leach – śpiew
- Derek Kerswill – perkusja
- Pete Cortese – gitara

Inni członkowie
- Kevin Schuler – gitara basowa (2003–2005)
- Jeff Fultz – gitara basowa (w utworze „Maintain” na płycie Seemless oraz od 2006)
- Dave Pino – gitara basowa (podczas koncertów 2005–2007)

## Dyskografia
- Seemless (2004)
- What Have We Become (2006)

## Teledyski
- "The Wanderer" (2005)[7]
- "Lay My Burden Down" (2006)[8]
- "Cast No Shadow" (2006)[9]